# Pierre Le Moyne
Pierre Le Moyne  (* 5. März 1602 in Chaumont; † 22. August 1671 in Paris) war ein französischer Jesuit, Prediger und Schriftsteller.

## Leben und Werk

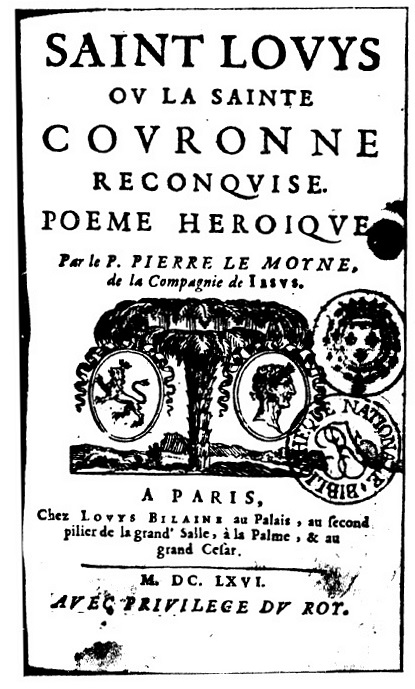
Titelseite des dramatischen Gedichts Saint Louis ou la Sainte Couronne Reconquise (1653)

Le Moyne trat 1619 bei den Jesuiten ein und unterrichtete in Reims und Dijon. Dann war er in Paris als Prediger und Autor erfolgreich. Zu seiner Zeit berühmt war das (1653 zuerst erschienene, 1658 stark erweiterte) Heldenepos von rund 20.000 Versen über die Gewinnung der Dornenkrone Christi durch den heiligen König Ludwig IX. von Frankreich mit dem Titel Saint Louys ou la Sainte couronne reconquise (Ludwig der Heilige oder die Wiedereroberung der heiligen Dornenkrone), womit er gleichzeitig an die Entstehung der Sainte-Chapelle und an die europaweite Verehrung der Reliquie erinnerte. Blaise Pascal wandte sich in seiner polemischen Schrift Lettres provinciales aus jansenistischer Sicht gegen Le Moynes sanfte Moral der „Frömmigkeit ohne Mühe“.

## Werke
- La gallerie des femmes fortes, Paris, A. de Sommaville, 1647 (zahlreiche Auflagen, auch spanisch und italienisch).
- Devises héroïques et morales, Paris, A. Corbé, 1649 (Emblemata).
- Les Poésies, Paris, A. Courbé, 1650.
- Le grand miroir des financiers, tiré du cabinet des curiositez du deffunct Cardinal de Richelieu, où l’on void, I. L’homme d’estat en matieres d’interests, II. L’ordre de manier les finances, III. Les moyens de faire profiter l’argent du roy, l’aduancement de la fortune des intendants, & son declin, IV. Le discernement des maltotiers d’auec les officiers legitime de l’espargne, V. Discours necessaire à tous gens d’affaires & de finances, Paris 1652; Farmington Hills, Mich.,Thomson Gale, 2005.
- La Dévotion aisée [Frömmigkeit ohne Mühe], Paris, A. de Sommaville, 1652 (zahlreiche Auflagen).
- Saint Louys, ou Le héros chrestien. Poëme héroïque, Paris, C. du Mesnil, 1653, 1656 (249 Seiten).
  - Saint Louys, ou la Sainte couronne reconquise. Poëme héroïque, Paris, A. Courbé, 1658 (581 Seiten, mehrere Auflagen)
- De l’art de regner. Au roy, Paris, Sebastien Cramoisy, & Sebastien Mabre-Cramoisy, 1665.
- De l’Histoire, Paris, Louis Billaine, 1670.
  - Traités sur l’histoire, 1638–1677. La Mothe Le Vayer, Le Moyne, Saint-Réal, Rapin, hrsg. von Gérard Ferreyrolles, Paris, Champion, 2013.

### Moderne Ausgaben
- Les grandes figures de l’Angleterre catholique, Abbeville, C. Paillart, 1897.
- Les Hymnes de la sagesse divine et de l’amour divin. Le Discours de la poésie, hrsg. von Anne Mantero, Paris, Le Miroir volant, 1986.
- Entretiens et lettres poétiques, kritisch hrsg. von Richard G. Maber, Paris, Classiques Garnier, 2012.